# Tri-City Chinook
Tri-City Chinook fue un equipo de baloncesto estadounidense que disputó doce temporadas en la Continental Basketball Association con diferentes denominaicones y sedes. La última fue la ciudad de Kennewick, Washington.

## Temporadas
| Temporada | Liga | Denominación                | G  | P  | %    | Pos. | Playoffs                |
| --------- | ---- | --------------------------- | -- | -- | ---- | ---- | ----------------------- |
| 1982-83   | CBA  | Ohio Mixers                 | 17 | 27 | 38,6 | 2º   | -                       |
| 1983-84   | CBA  | Ohio Mixers                 | 23 | 21 | 52,3 | 4º   | Semifinales de división |
| 1984-85   | CBA  | Cincinnati Slammers         | 17 | 31 | 35,4 | 6º   | -                       |
| 1985-86   | CBA  | Cincinnati Slammers         | 33 | 15 | 68,8 | 1º   | Finales de división     |
| 1986-87   | CBA  | Cincinnati Slammers         | 25 | 23 | 52,1 | 2º   | Finales de división     |
| 1987-88   |      | no disputada                |    |    |      |      |                         |
| 1988-89   | CBA  | Cedar Rapids Silver Bullets | 30 | 24 | 55,6 | 4º   | Semifinales de división |
| 1989-90   | CBA  | Cedar Rapids Silver Bullets | 25 | 31 | 44,6 | 3º   | -                       |
| 1990-91   | CBA  | Cedar Rapids Silver Bullets | 24 | 32 | 42,9 | 4º   | -                       |
| 1991-92   | CBA  | Tri-City Chinook            | 29 | 27 | 51,8 | 3º   | Primera ronda           |
| 1992-93   | CBA  | Tri-City Chinook            | 27 | 29 | 48,2 | 2º   | Primera ronda           |
| 1993-94   | CBA  | Tri-City Chinook            | 34 | 22 | 60,7 | 1º   | Primera ronda           |
| 1994-95   | CBA  | Tri-City Chinook            | 34 | 24 | 57,1 | 3º   | Segunda ronda           |

## Jugadores célebres

### Ohio Mixers
- John Pinone
- Marvin Barnes
- Billy Ray Bates

### Cincinnati Slammers
- Butch Carter
- Hank McDowell
- Kevin Williams

### Cedar Rapids Silver Bullets
- Darryl Johnson
- Donald Royal
- John Starks

### Tri-City Chinook
- Alphonso Ford
- Michael Holton
- Ozell Jones